# Pfalz D.VI
Le Pfalz D.VI était un avion de chasse allemand de la Première Guerre mondiale. Il n'a pas été produit en série.

## Conception
Le D.VI était un sesquiplan avec des ailes non décalées, aux extrémités inclinées. Le plan inférieur avait une envergure et une corde plus petites que le plan supérieur. Les entretoises entre les plans étaient similaires à celles du D.III, presque en forme de V mais avec un sommet carré et placées près du bord d'attaque du plan inférieur. Le fuselage et la partie centrale de l'aile étaient reliés par une paire d'entretoises penchées vers l'extérieur de chaque côté. Comme sur le D.III, les emplantures du plan inférieur ont été soigneusement creusées dans le fuselage. Il y avait des ailerons seulement sur le plan supérieur.
Le Pfalz D.VI était équipé d'un moteur rotatif Oberursel U.II à neuf cylindres de 110 ch (82 kW) entraînant une hélice bipale avec une grande casserole. Le fuselage avait une section presque circulaire et était recouvert de contreplaqué. Il se rétrécissait vers la queue. L'empennage à bord droit était monté au bout du fuselage et portait des gouvernes de profondeur équilibrées, avec des extrémités anguleuses. Une dérive presque triangulaire à sommet plat était terminée par un gouvernail de direction en forme de D, dont l'articulation se trouvait au niveau du bord de fuite des gouvernes de profondeur. Le pilote prenait place dans un cockpit ouvert, situé sous le bord de fuite du plan supérieur, qui était doté d'une découpe peu profonde mais large pour améliorer la visibilité. Le D.VI avait un train d'atterrissage conventionnel fixe, avec des roues principales sur un seul essieu, relié au fuselage à chaque extrémité par une paire de jambes en forme de V étroit. Il y avait une petite béquille de queue. L'avion était armé d'une paire de mitrailleuses fixes LMG 08/15 de calibre 7,92 mm, l'armement standard des chasseurs monoplaces allemands de cette époque.

## Engagements
Le D.VI fut l’un des trois avions Pfalz à avoir participé au premier concours des chasseurs organisé par l'Idflieg (Inspektion der Fliegertruppen, inspection de l’aviation) qui s’est déroulé à Adlershof en janvier et février 1918, les deux autres modèles étant le D.VII et le D.VIII. Le D.VI obtint son certificat de type en septembre 1918, mais ne réussit pas à obtenir une commande pour une fabrication en série.